# Abri du marin

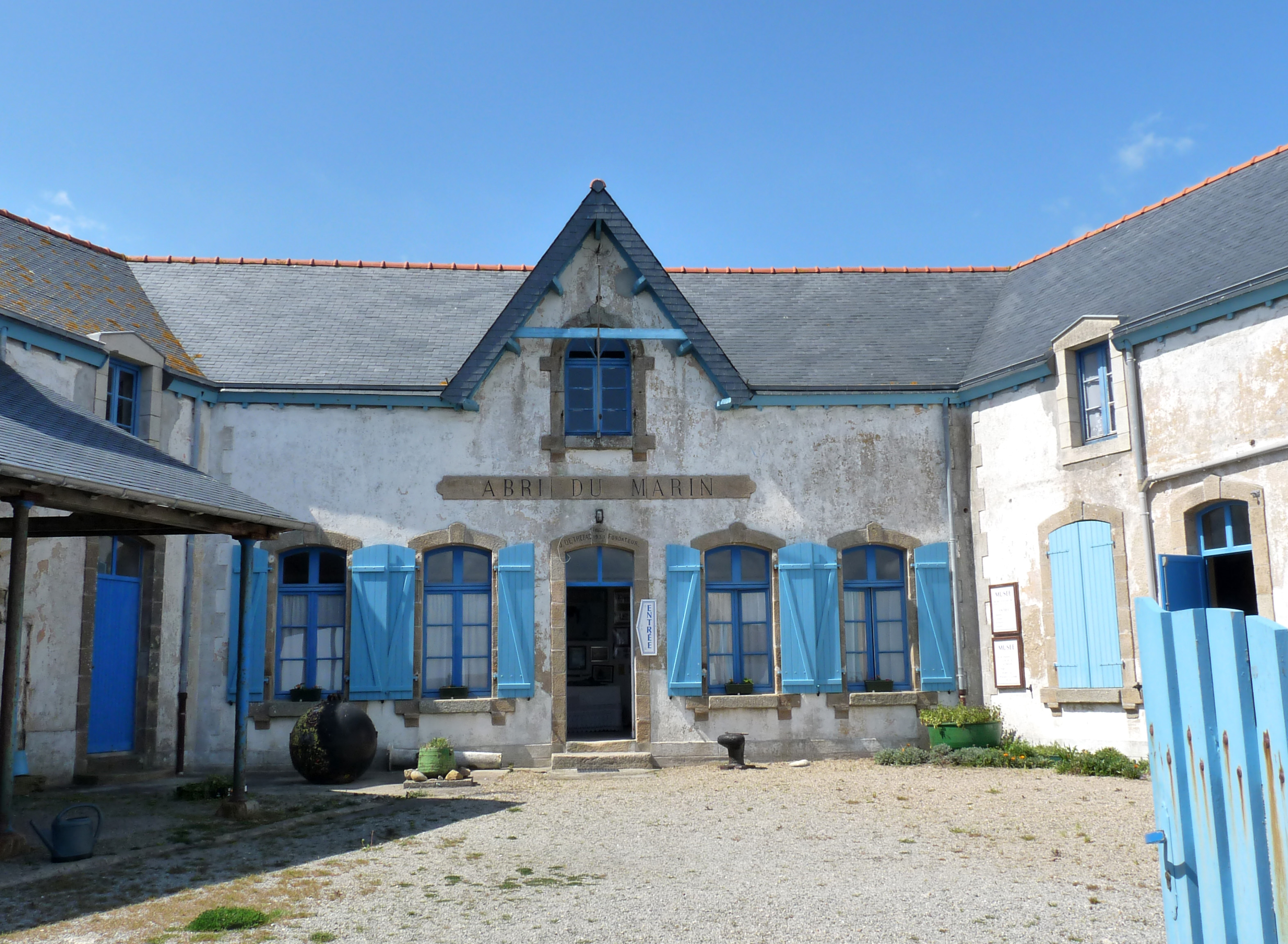
L'ancien abri de l'Île de Sein construit en 1906 et transformé en musée de l'Île-de-Sein.

Les abris du marin sont des lieux d'hébergement créés par Jacques de Thézac au début du XXe siècle dans des ports de Bretagne, principalement en Cornouaille, au bénéfice des marins en escale, trop souvent contraints à passer tout ce temps dans les tavernes du port.

## Origine
En prenant connaissance de la vie des marins et notamment de leurs problèmes d'alcoolisme, Jacques de Thézac crée les Abris du Marin. Son but est de construire des établissements d'accueil pour les marins pêcheurs. Le premier abri est construit au Guilvinec en 1900, le dernier à Saint-Guénolé en 1952.

## Les créations des «Abris du marin»
Jacques de Thézac décide d’offrir aux pêcheurs des locaux sains, chauffés, confortablement aménagés, des salles de réunion et d’éducation : les « Abris du marin », inspirés des sailor’s homes britanniques. Il s'agit de maisons, situées sur le port, toujours peintes en rose, les Abris devaient être des cabarets modèles.
De 1900 à 1933, onze « Abris du marin » sont implantés dans des ports du Finistère et un dans le Morbihan. Quelques autres furent construits par la suite. Quinze abris en tout ont été construits entre 1900 et 1952.
Deux Abris se distinguent  par leur plan et les emprunts  au vocabulaire néogothique  : Sainte-Marine  et Douarnenez. Ces abris, ouverts au début des années 1910, conçus à  l’aide d’un homme de l’Art, une note manuscrite du fondateur Jacques  de Thézac mentionne le nom de René Darde (1883-1960) architecte établi  à Sainte-Maxime, ami et compagnon de navigation du philanthrope qui a certainement contribué au dessin  de ces deux abris.
La liste des « Abris du Marin », avec leur date d'ouverture, est la suivante :
| Abri du marin                    | Commune                | Adresse                    | Coordonnées                        | Protection                                            | Ouverture         | Photo |
| -------------------------------- | ---------------------- | -------------------------- | ---------------------------------- | ----------------------------------------------------- | ----------------- | ----- |
| Ancien abri du marin de Sein     | Île-de-Sein            | 35, quai des Paimpolais    | 48° 02′ 17″ nord, 4° 50′ 58″ ouest | Inscrit MH (2007) · (« Notice », notice no PA29000059 | décembre 1899     |       |
| Abri du marin de Guilvinec       | Guilvinec              |                            |                                    |                                                       | février 1900      |       |
| Abri du marin de Passage-Lanriec | Concarneau Lanriec     |                            |                                    |                                                       | janvier 1901      |       |
| Abri du marin d'Audierne         | Audierne               |                            |                                    |                                                       | novembre 1901     |       |
| Abri du marin de Concarneau      | Concarneau             | Quai de la Croix           | 47° 52′ 09″ nord, 3° 55′ 04″ ouest |                                                       | novembre 1901     |       |
| Abri du marin du Palais          | Le Palais              |                            |                                    |                                                       | décembre 1901     |       |
| Abri du marin de Camaret-sur-Mer | Camaret-sur-Mer        |                            |                                    |                                                       | 1903              |       |
| Abri du marin de Sainte-Marine   | Combrit Sainte-Marine  | 13, quai Jacques-de-Thézac | 47° 52′ 28″ nord, 4° 07′ 15″ ouest | Inscrit MH (2007) · (« Notice », notice no PA29000060 | 1er novembre 1904 |       |
| Nouvel abri du marin de Sein     | Île-de-Sein            | 34, quai des Paimpolais    | 48° 02′ 16″ nord, 4° 50′ 59″ ouest | Inscrit MH (2007) · (« Notice », notice no PA29000062 | 1906              |       |
| Abri du marin de l'Île-Tudy      | Île-Tudy               | 50, rue Principale         | 47° 50′ 33″ nord, 4° 10′ 07″ ouest |                                                       | 1908              |       |
| Abri du marin de Roscoff         | Roscoff                |                            |                                    |                                                       | 1909              |       |
| Abri du marin du Conquet         | Le Conquet             |                            |                                    |                                                       | après 1910        |       |
| Abri du marin de Douarnenez      | Douarnenez             | 51, rue Henri-Barbusse     | 48° 05′ 49″ nord, 4° 19′ 30″ ouest | Inscrit MH (2007) · (« Notice », notice no PA29000061 | 1912              |       |
| Abri du marin de Saint-Guénolé   | Penmarch Saint-Guénolé |                            |                                    |                                                       | 1952              |       |
| Abri du marin de Poulgoazec      | Plouhinec Poulgoazec   |                            |                                    |                                                       |                   |       |
| Abri du marin de Houat           | Houat                  |                            |                                    |                                                       |                   |       |
| Abri du marin de Port-Maria      | Quiberon Port-Maria    |                            |                                    |                                                       |                   |       |

## La description des «Abris du marin»
Guy de la Rochefoucauld décrit ainsi les « Abris du marin » en 1914 :

« Chaque abri est d'un modèle à peu près uniforme. Il a l'aspect d'une grande maison de style breton, mais qui donne l'impression de l'aisance et de la propreté. Il se compose de deux salles : l'une est proprement consacrée aux réunions des pêcheurs. On y cause, on y joue à des jeux dont l'intérêt pécuniaire est banni selon les prescriptions, rigoureuses à cet égard, du règlement. Une salle de lecture fait suite, dotée d'une bibliothèque qui renferme les éléments variés des manuels d'instruction professionnelle et de récréation intellectuelle. (...). Au premier étage, les dortoirs. Sous le préau adjacent, des agrès de gymnastique tout montés, tandis que dans la cour des jeux de quilles, de boules, etc. Dans la salle de lecture, on trouve à discrétion le papier à lettres et les fournitures de bureau, mis gratuitement à disposition des marins. Une citerne, enfin, permet aux pêcheurs de remplir leurs barils de saine eau douce. »

Outre une salle de presse où étaient donnés des conférences, des cours de perfectionnement en navigation ou des séances de projection, les « Abris du marin » comportaient une bibliothèque, un dispensaire, des chambres pour les marins de passage, des ateliers et un préau équipé de matériels de gymnastique. Aux abords étaient organisés concours de natation, de maquettes de bateaux, de godille ou de chanson.
Charles Le Goffic a aussi décrit en 1907 ces « Abris du marin » dans son livre Sur la côte; cette description est disponible sur un site Internet.
Jacques de Thézac expérimente aussi à Sainte-Marine des « logements du marin » : cette œuvre « ébauchée à Sainte-Marine, met à portée de quelques familles, à bas prix, une saine et gaie maisonnette de quatre pièces, orientée vers la lumière, avec de larges fenêtres au lieu de la misérable lucarne qui laisse l'intérieur des vieilles chaumières dans l'ombre, l'ombre close favorable au développement des microbes. On y ajoute un petit champ qui aide encore à détourner le pêcheur du cabaret, en l'attirant à ses moments de loisir, quand le temps n'est pas maniable, quand la sardine ne donne pas, à la profitable culture de la terre. Ces maisons ne sont pas encore nombreuses, l'argent manque, mais elles servent de modèle ; elles suggèrent à tous l'idée et le désir d'une vie plus propre et plus heureuse ».

## La fréquentation des «Abris du marin»

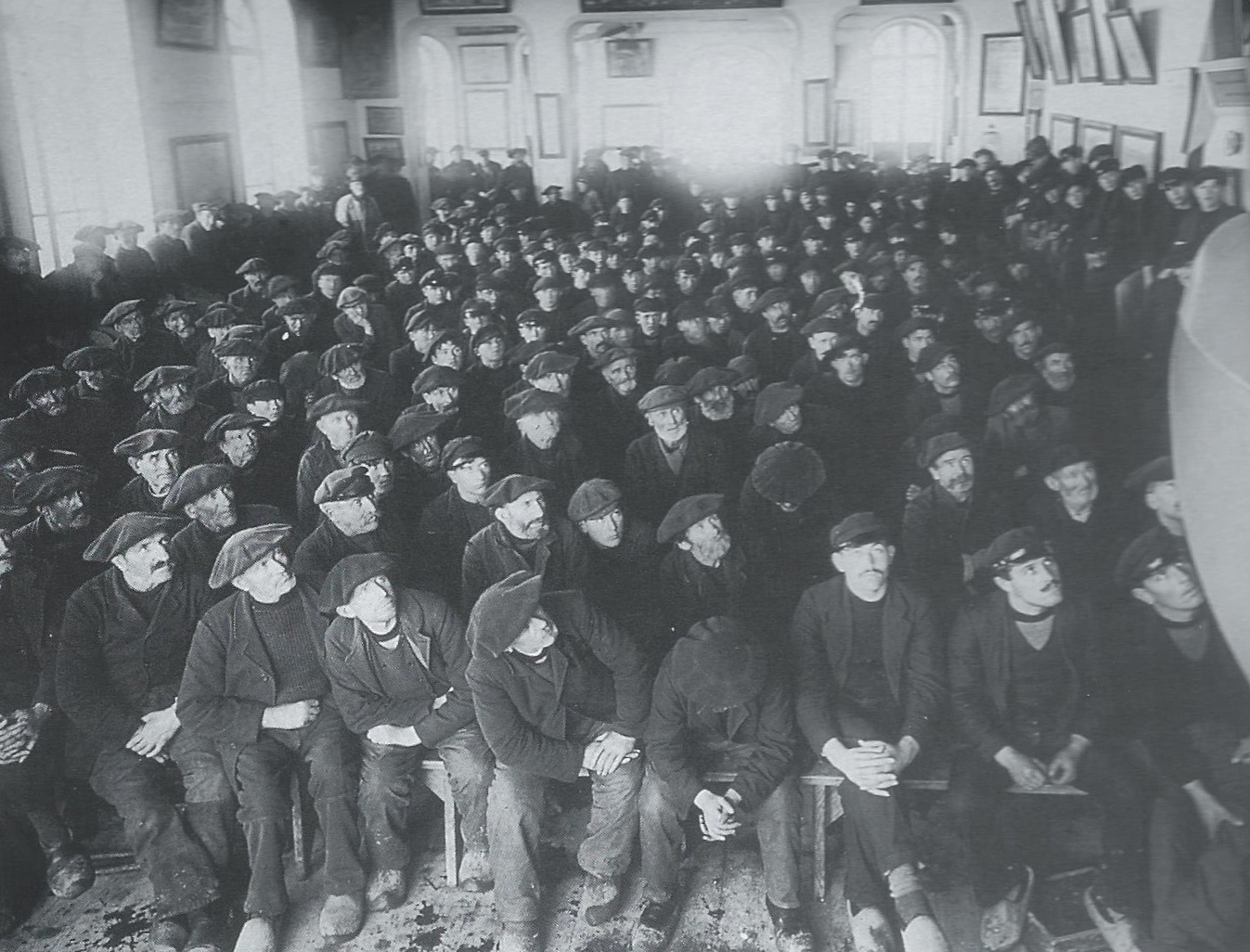
Marins assistant à une conférence à l'Abri du marin de Douarnenez en 1919

Le journal Ouest-Éclair donne, pour l'année 1919, des précisions sur leur fréquentation :

« Les « Abris du marin » ont retrouvé leur vie normale : les entrées de 1919 ont progressé de plus de cent mille sur l'année précédente. Ces établissements ont enregistré 335 670 entrées de marins, dont 60 134 entrées aux salles de lecture. Ces entrées se répartissent comme suit : Abri du marin de l'Île-de-Sein : 11 188, Guilvinec 52 874, Passage-Lanriec 33 230, Concarneau 23 164, Audierne 30 596, [Le] Palais 14 509, Camaret 12 872, Sainte-Marine 7 457, l'Île-Tudy 10 076, Roscoff 15 219, Douarnenez 129 085. »

« Les propagandes contre l'alcoolisme, la tuberculose, les préjugés et les erreurs antihygiéniques, ont été poursuivies méthodiquement : les conférences ont attiré beaucoup d'auditeurs très attentifs. Les cours d'électricité et de T.S.F., à leurs débuts cependant, ont été une révélation. (...) La « Société des Abris-du-Marin » constate avec bonheur d'une part, le recul indéniable de l'alcoolisme sur la côte bretonne par la diminution de consommation des boissons distillées, en même temps la merveilleuse activité dont les ports de pêche bretons ne cessent de donner le consolant spectacle. »

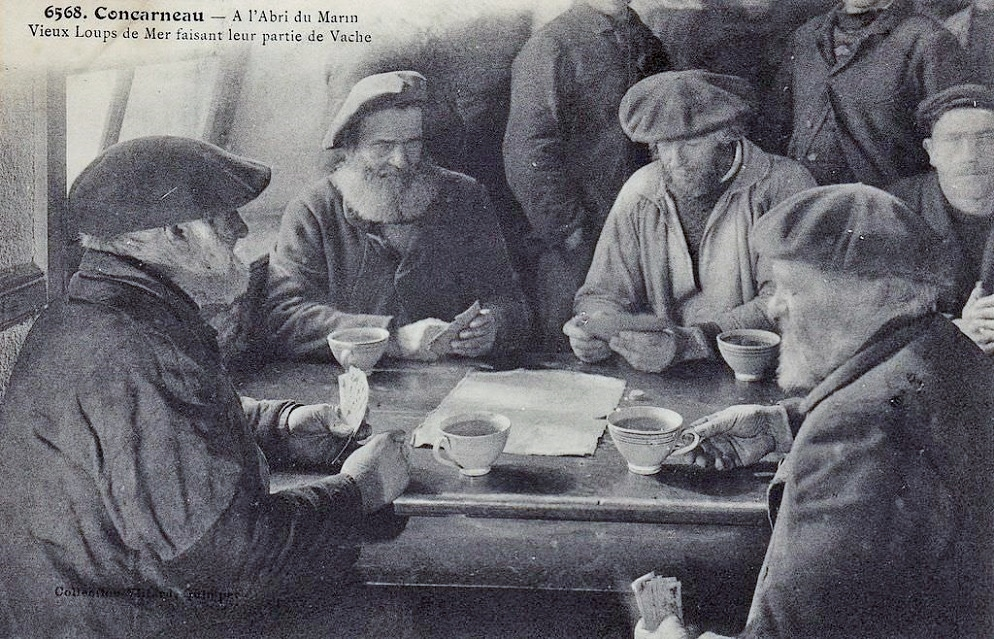
Concarneau : vieux loups de mer faisant une partie de Vache à l'Abri du marin (vers 1910)
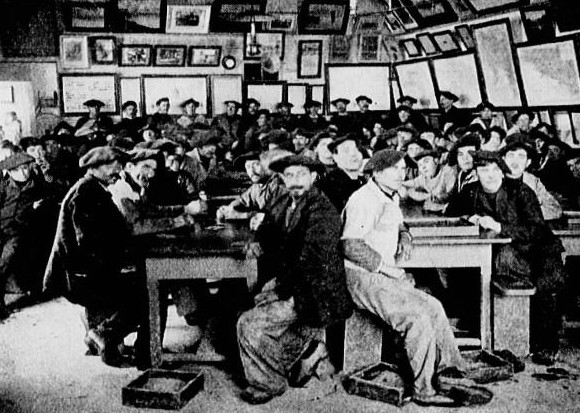
Une salle de l'Abri du marin d'Audierne en hiver vers 1914.
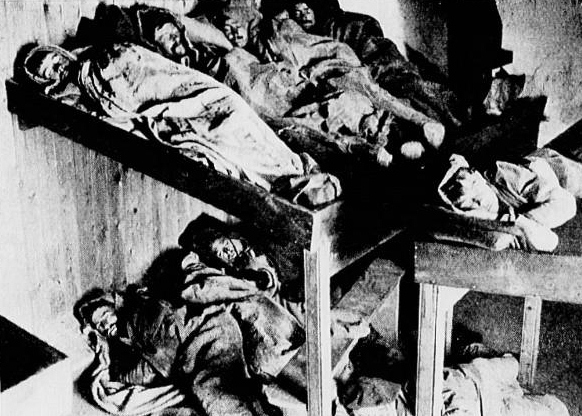
La salle de couchage de l'Abri du marin d'Audierne vers 1914.
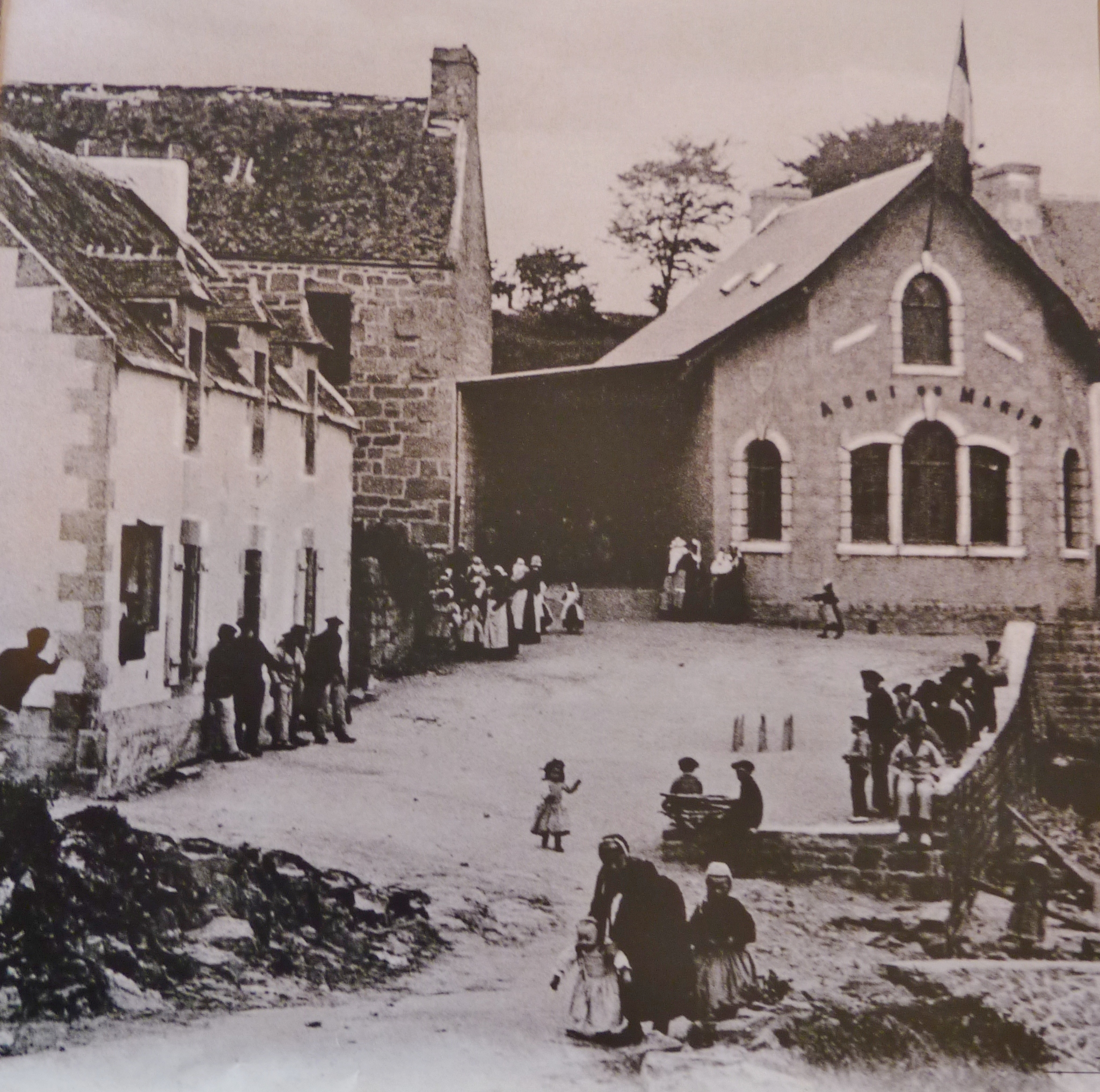
Sainte-Marine : l'Abri du Marin au début du XXe siècle.
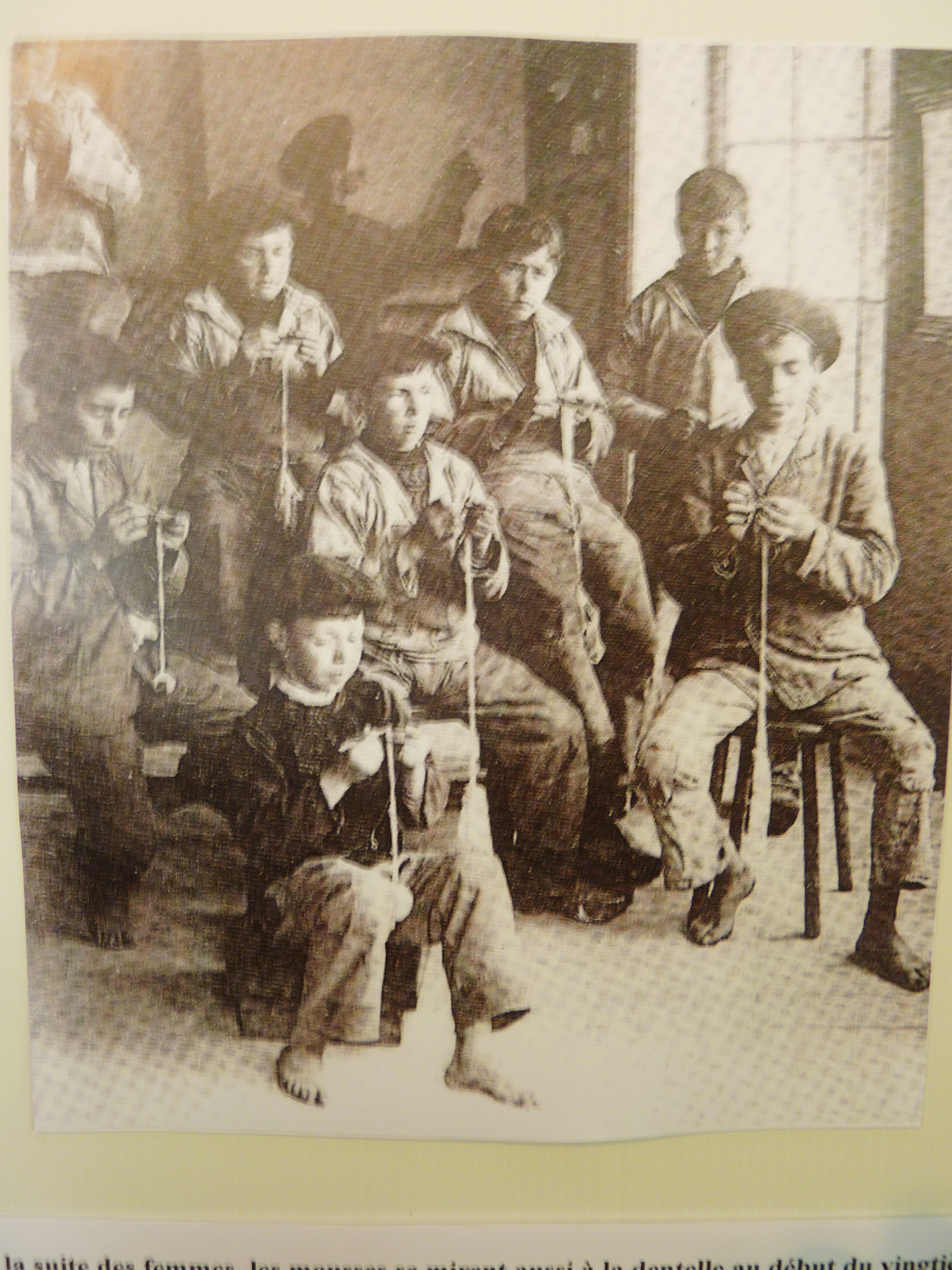
Sainte-Marine : Abri du marin, mousses faisant de la dentelle pour tenter de gagner leur vie pendant la crise sardinière du début du XXe siècle.
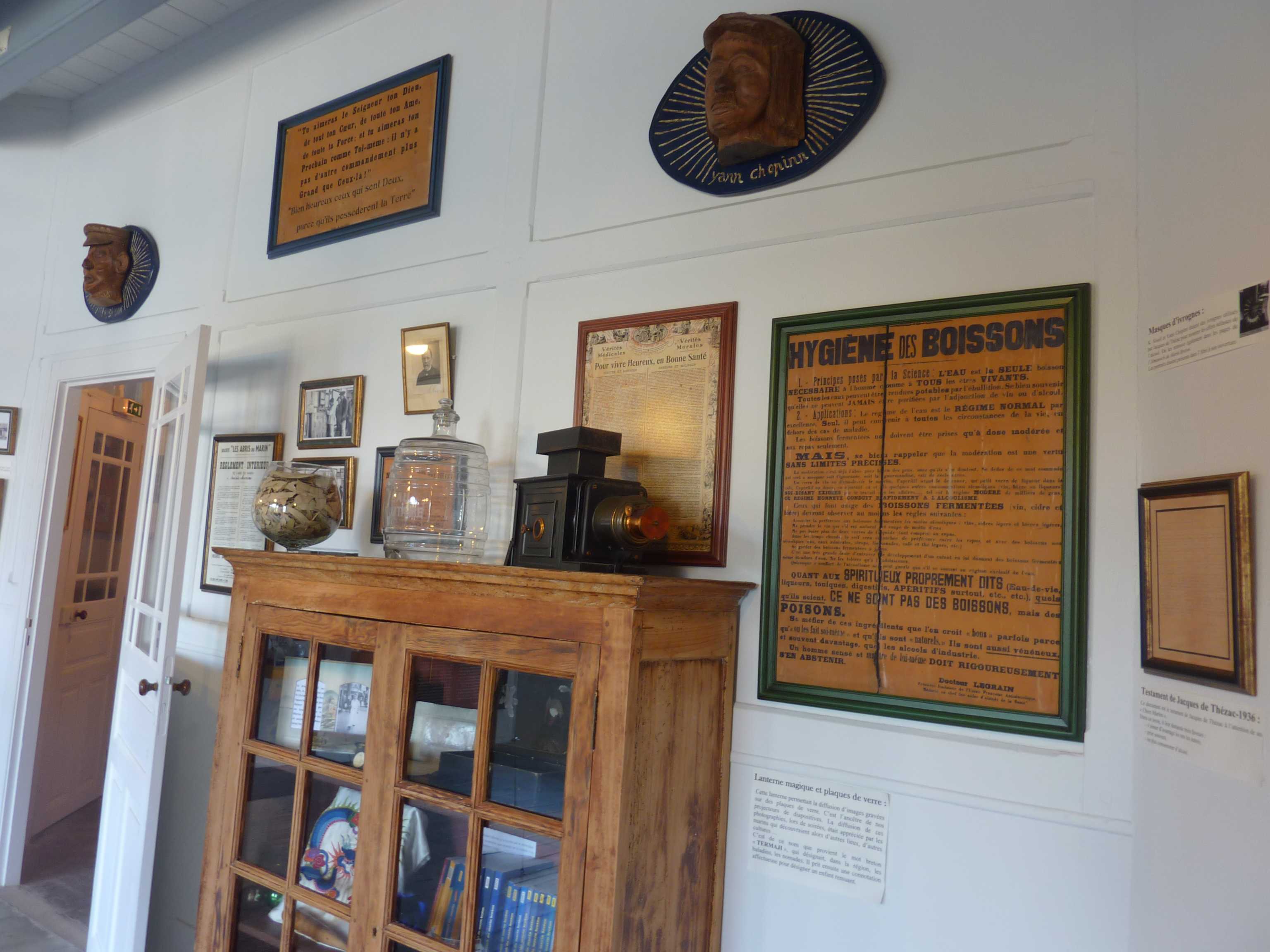
Sainte-Marine : Abri du marin, l'un des murs de la salle principale.
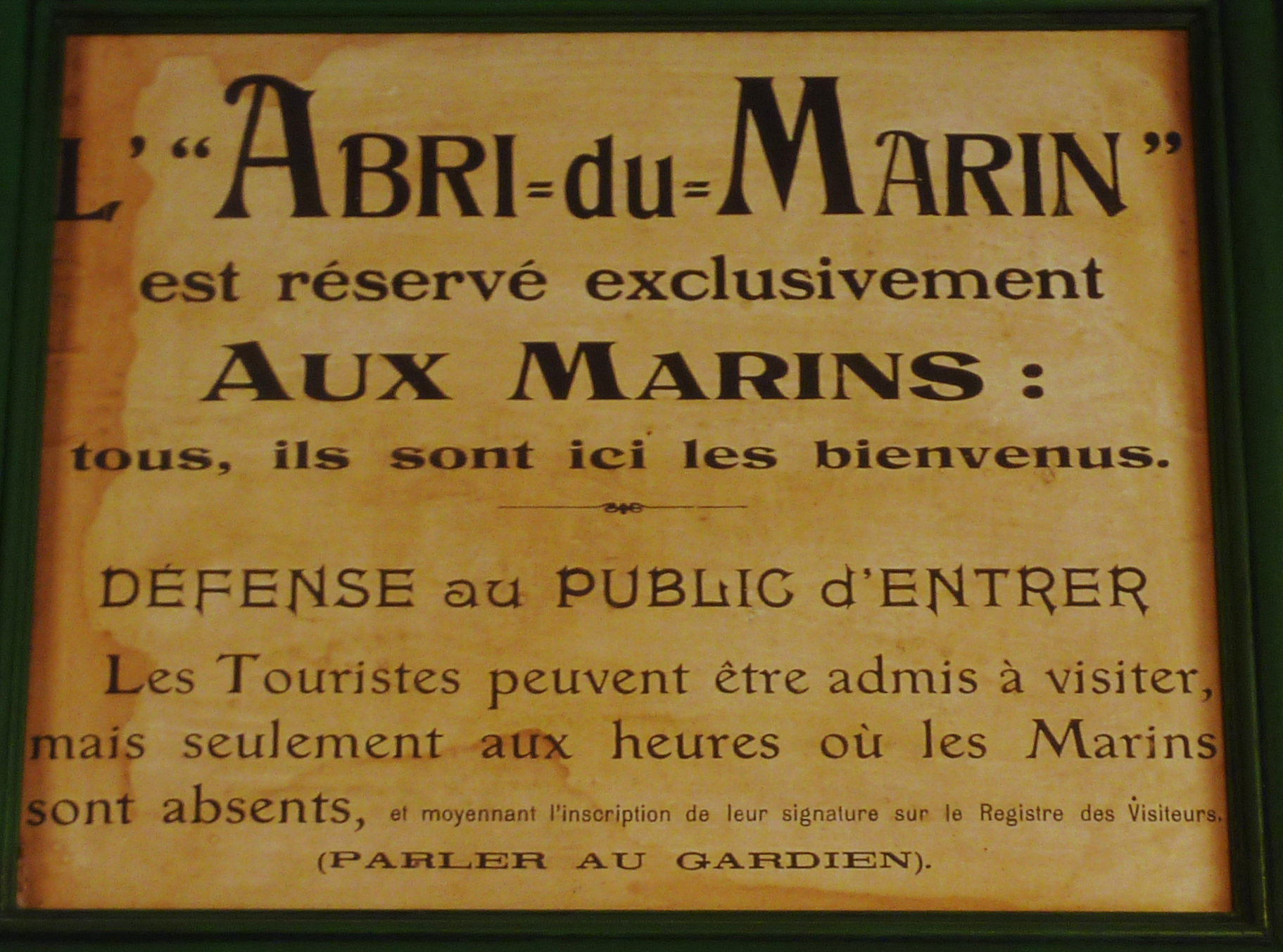
Sainte-Marine : « Abri du marin », affiche.
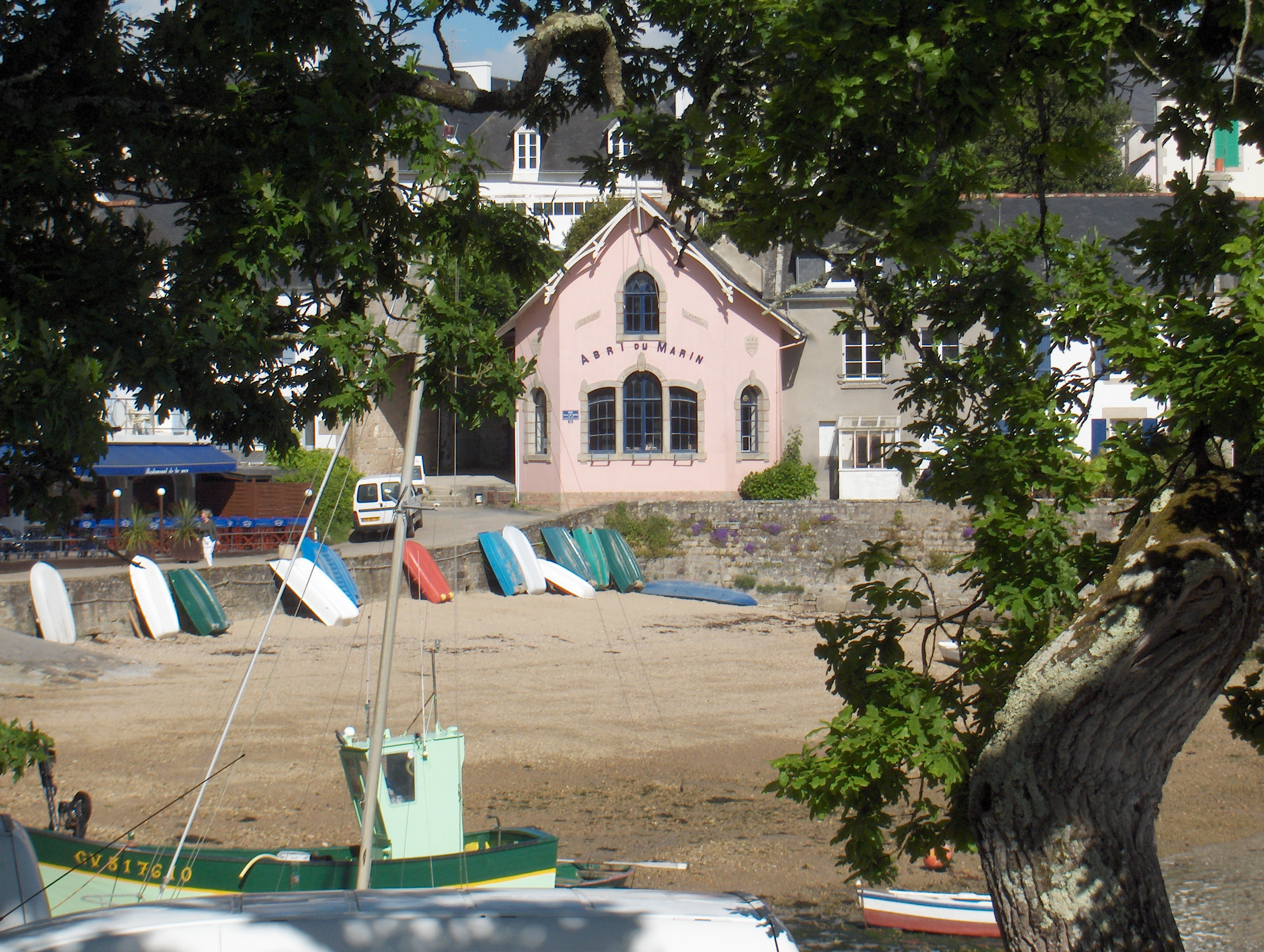
Sainte-Marine : Abri du Marin 1.
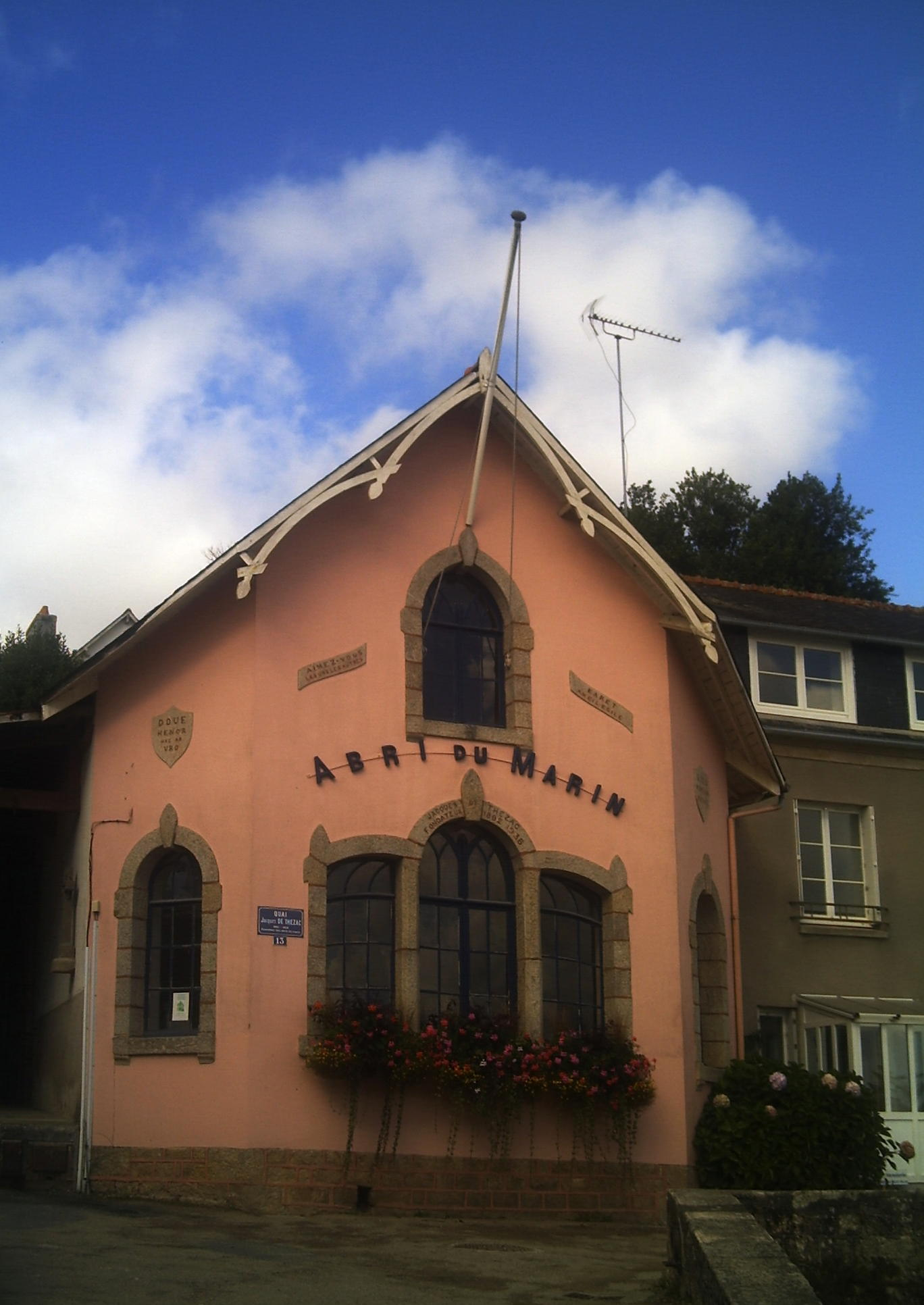
Sainte-Marine : Abri du Marin 2.

Les femmes n'étaient autorisées à entrer dans les Abris du marin que lorsque des conférences ayant trait à l'hygiène, la santé ou la famille étaient organisées, mais Jacques de Thézac encourage les organisations où les jeunes filles et femmes confectionnent de la dentelle (du picot bigouden) pour subvenir aux besoins de leur famille pendant la crise sardinière du début du XXe siècle.
Jean Raffenel succède à Jacques de Thézac après la mort de ce dernier en 1936; il crée notamment des cours d'enseignement ménager pour les jeunes filles. Avec l’amélioration des conditions de vie des pêcheurs, de nombreux « Abris du marin » disparaissent après les années cinquante.